# Nihilism
Nihilism è il terzo singolo della band punk Rancid, pubblicato nel 1994.
La canzone si apre con una serie di fortissime distorsioni e feedback provocate dalle chitarre, per poi dare inizio al pezzo vero e proprio.
In Nihilism si trova il classico duetto vocale tra i due cantanti del gruppo, Tim Armstrong e Lars Frederiksen, che si alternano nelle strofe mentre il ritornello è cantato da entrambi.

## Formazione
- Tim Armstrong - chitarra e voce
- Lars Frederiksen - chitarra e voce
- Matt Freeman - basso elettrico e voce
- Brett Reed - batteria